# Lignée (Angel)
Lignée est le 7e épisode de la saison 5 de la série télévisée Angel.

## Synopsis
Après une mission qui a tourné au fiasco et au cours de laquelle il s'est fait attaquer par un cyborg, Wesley se fait sévèrement réprimander par Angel car il avait emmené Fred avec lui et que la jeune femme a été blessée. Peu après, le père de Wesley, Roger Wyndam-Pryce, un homme autoritaire et sarcastique, vient voir son fils pour lui proposer de réintégrer le Conseil des Observateurs qui vient d'être reformé. Wesley présente ensuite son père à l'équipe avant de se rendre au laboratoire pour étudier le corps du cyborg. En faisant cela, Wesley déclenche accidentellement une bombe intégrée au cyborg mais son père réussit à la désamorcer. Un peu plus tard, alors que Spike soupçonne Eve de leur cacher des choses, un commando de cyborgs prend d'assaut l'immeuble. Wesley et son père, qui ont été la cible d'un cyborg, partent mettre à l'abri les livres de magie dans une pièce secrète mais, une fois arrivés là, Roger Wyndam-Pryce assomme brusquement son fils.
Alors que le combat contre les cyborgs tourne à l'avantage de l'équipe d'Angel, Roger attire Angel et Fred sur le toit de l'immeuble. Il pointe alors sur Angel un bâton qu'il a volé dans la pièce secrète et qui est destiné à lui retirer toute volonté. Wesley apparaît alors sur le toit et parvient à subtiliser l'artefact à son père, qu'il accuse d'être de mèche avec les cyborgs. Il tente de le raisonner mais, lorsque son père menace Fred de son arme, Wesley l'abat sans hésitation, pour découvrir juste après que c'était lui aussi un cyborg. Wesley, malgré les tentatives de réconfort apportées par Angel et Spike, se sent mal car il était vraiment persuadé que c'était son père et qu'il l'a quand même abattu sans hésiter. Fred vient ensuite le voir pour le remercier de l'avoir sauvée mais, au moment où il va se passer quelque chose entre eux, Knox les interrompt pour ramener Fred chez elle. Wesley la laisse partir et appelle son père en Angleterre.